# Virginia Rodríguez
Virginia Rodríguez Aragón (Madrid, 18 de febrero de 1980) es una actriz española. Es miembro, por línea materna, de la Familia Aragón, una famosa familia de payasos y artistas circenses española, cuyos orígenes se remontan al siglo XIX. 
En el año 2000 la revista SuperPop menciona en su número semanal que Virginia entró a formar parte del elenco de la serie gracias a influencias familiares y no por talento. La revista también mencionó supuestos conflictos con sus compañeros de serie por su alto ego.

## Biografía
Hija de María Pilar Aragón Álvarez, una empresaria, trabajadora en Globomedia y del ingeniero Alfonso Rodríguez. Sobrina de Emilio Aragón y nieta de Miliki.
En el año 1987, cuando tenía 7 años apareció en un escenario con su abuelo Miliki y su tía Rita Irasema en la obra El flautista de Hamelín donde salió haciendo un papel breve de una chica que llevaba una bandeja de caramelos. Más tarde, hizo más espectáculos con él siendo parte del elenco del baile.
En el año 1998, hizo una prueba para el personaje de Isabel Arbueso en la serie de televisión Compañeros. Al final, fue escogida para hacer el papel en un episodio, pero se convirtió en una de las protagonistas. En el año 2001, debutó en el cine con la película No te fallaré, que narraba la historia del grupo de amigos de la serie Compañeros tres años después de terminar el instituto.
En el año 2003, tuvo un papel recurrente en la serie Tres son multitud donde interpretó a Candela Carmona. Entre las series que ha pasado haciendo un papel en algunos episodios destacan: Hospital Central, Al filo de la ley, Cuenta atrás y El Príncipe. En el año 2013, protagonizó la película Esto no es una cita, que le valió un Premio en el Festival de Málaga como Mejor Actriz Zonacine. 
En el año 2017, creó junto a Guillermo Fernández Groizard un nuevo concepto de ocio: El secreto de Madrid. Una mezcla entre escape room y microteatro donde los espectadores son los protagonistas de su propia aventura, teniendo que interactuar con varios personajes escondidos a lo largo de un recorrido exterior por el centro de Madrid, dando una vuelta de tuerca al concepto de microteatro. 

## Filmografía

### Películas
| Año  | Título                | Director                           | Papel            | Notas        |
| ---- | --------------------- | ---------------------------------- | ---------------- | ------------ |
| 2001 | No te fallaré         | Manuel Ríos San Martín             | Isabel Arbueso   |              |
| 2004 | El chocolate del loro | Ernesto Martín                     | Bakaladera       |              |
| 2013 | Esto no es una cita   | Guillermo Fernández Groizard       | Paula            |              |
| 2014 | Mi vida es el Cine    | Fernando Cayo y Bogdan Ionut Toma. | Mujer productora | Cortometraje |

### Televisión
| Año         | Título                           | Papel                       | Notas                                               |
| ----------- | -------------------------------- | --------------------------- | --------------------------------------------------- |
| 1998 - 2002 | Compañeros                       | Isabel Arbueso              | Protagonista                                        |
| 1999        | Furor                            | Ella misma                  | Episodio: Especial niños                            |
| 2000        | Mírame                           | Ella misma                  | 2 episodios                                         |
| 2000        | Únicas                           | Ella misma                  | Película de televisión                              |
| 2000        | Gala Únicas                      | Ella misma                  | Película de televisión                              |
| 2001        | Pasapalabra                      | Ella misma                  |                                                     |
| 2001        | Gala Unicef, Navidades animadas  | Ella misma                  |                                                     |
| 2003        | Tres son multitud                | Candela Carmona             | 15 episodios                                        |
| 2004        | Hospital Central                 | Henar                       | 4 episodios                                         |
| 2005        | Extra Compañeros: Siempre juntos | Ella misma / Isabel Arbueso | Película de televisión                              |
| 2005        | Al filo de la ley                |                             | Episodio: "Un gran equipo"                          |
| 2006 - 2007 | SMS                              | Luisa                       | Protagonista                                        |
| 2008        | Cuenta atrás                     | Miriam                      | Episodio: "Calle Héroes del 2 de Mayo, 20:31 horas" |
| 2010        | Costello News: Webshow           | Varios / Ella misma         | 2 episodios                                         |
| 2011        | Mi reino por un caballo          | Ella misma                  | Temporada 1, episodio 65                            |
| 2014        | El Príncipe                      | Reportera                   | Episodio: "Circular 50"                             |
| 2018        | Paquita Salas                    | Ella misma                  | 2 episodios                                         |
| 2020        | Cris Superstar                   | Cris                        | Cortometraje                                        |
| 2021        | El pueblo                        | Doctora                     | 1 episodio                                          |
| 2022        | Pasapalabra                      | Ella misma                  | 3 programas                                         |
| 2022        | Machos alfa                      | Cristina                    | ¿? episodios                                        |